# Pentaspadon motleyi
Pentaspadon motleyi ist ein Baum in der Familie der Sumachgewächse aus Malaysia und dem nördlicheren Indonesien, Neuguinea bis zu den Salomonen.

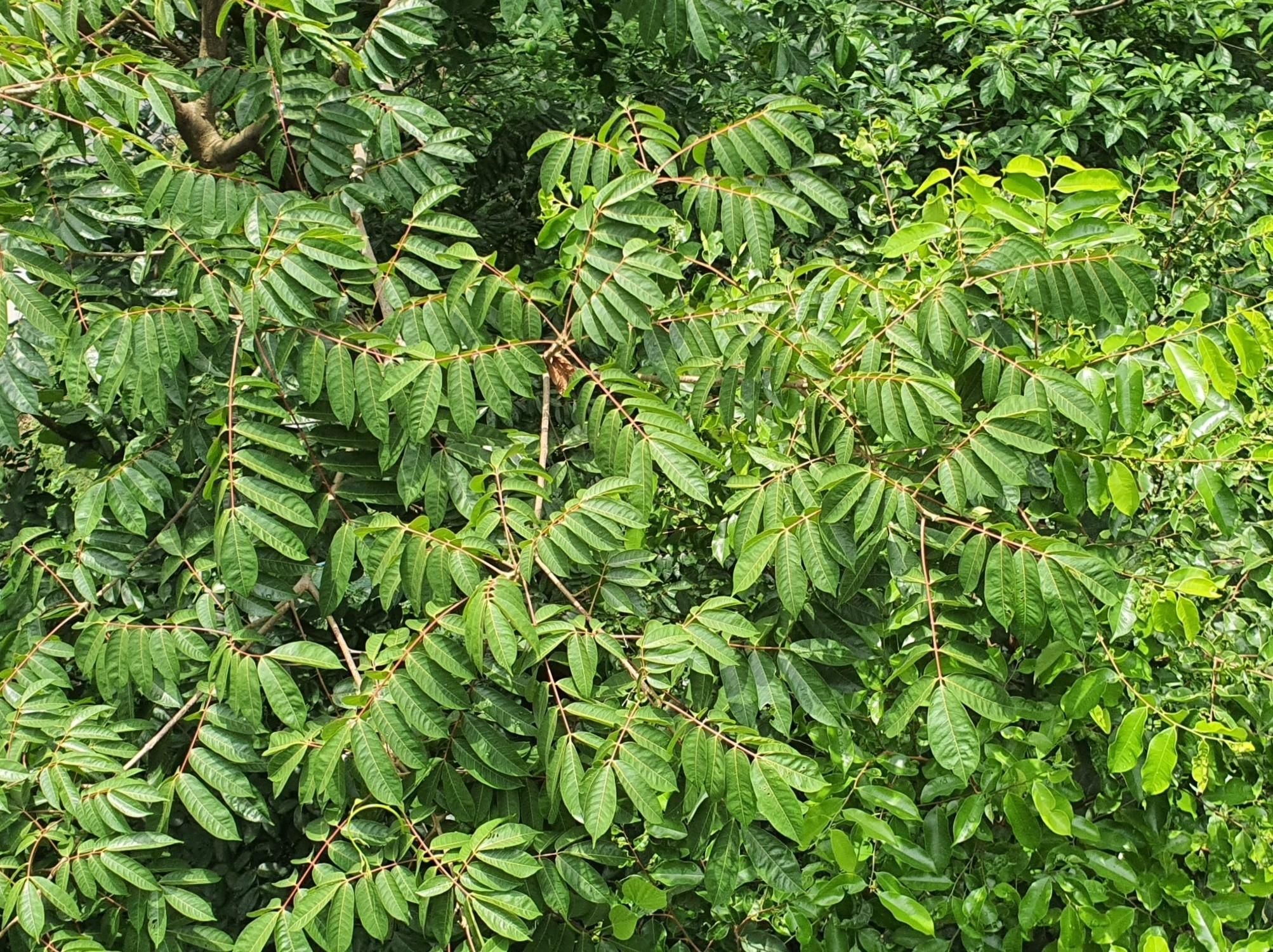
Blätter

## Beschreibung
Pentaspadon motleyi wächst als laubabwerfender Baum bis über 50 Meter hoch. Der Stammdurchmesser erreicht über 70 Zentimeter. Es werden teils hohe und breite, schlanke Brettwurzeln gebildet. Die relativ glatte, gräuliche bis bräunliche Borke ist schuppig bis abblätternd. Der Baum führt ein öliges Exsudat (Harz, Dammar).
Die wechselständigen, schraubigen und gestielten Laubblätter an den Zweigenden sind unpaarig gefiedert. Die bis zu 11, kurz gestielten, ganzrandigen, zugespitzten bis bespitzten, leicht ledrigen, meist kahlen bis schwach behaarten Blättchen sind elliptisch, länglich oder eiförmig bis verkehrt-eiförmig. Die Nebenblätter fehlen.
Es werden vielblütige, achselständige und leicht behaarte bis fast kahle Rispen gebildet. Die kleinen, zwittrigen, fünfzähligen, kurz gestielten Blüten mit doppelter Blütenhülle sind weiß bis cremefarben und duftend. Die kleinen Kelch- und die viel größeren, verkehrt-eiförmigen Kronblätter sind dachig. Es sind 5 kurze Staubblätter und 5 Staminodien mit Antheroden vorhanden. Der behaarte, einkammerige Fruchtknoten mit sehr kurzem, breitem Griffel und zungenförmiger Narbe ist oberständig. Es ist ein lappiger, becherförmiger Diskus vorhanden.
Es werden ei- bis spindelförmige, dunkelbraune, ledrige, etwas schorfige und 3–5 Zentimeter lange, einsamige Steinfrüchte gebildet. Die Früchte sind schwimmfähig. Die eiförmigen Steinkerne bzw. Samen sind abgeflacht. Das Endokarp ist dünn.

## Taxonomie
Pentaspadon motleyi wurde 1860 von Joseph Dalton Hooker in Transactions of the Linnean Society of London Band 23 Teil 1, Seite 168 erstbeschrieben. Der Entdecker der Art hieß James Motley (1822–1859).

## Verwendung
Die weißen Samenkerne sind gekocht, gebraten, frittiert oder geröstet essbar. Sie sind bekannt als Pelajau, Emblanjau oder Buah empit. Das Exsudat wird medizinisch genutzt.
Das mittelschwere, nicht besonders beständige Holz wird für einige Anwendungen genutzt.